# Srnín
Srnín (německy Sirnin) je obec v okrese Český Krumlov v Jihočeském kraji. Leží na jihovýchodním úpatí pohoří Blanský les asi 4,5 kilometru severovýchodně od Českého Krumlova. Žije zde 368 obyvatel.
V obci se nachází objekt pekáren

## Historie
První písemná zmínka o obci pochází z roku 1400.

## Obyvatelstvo
| Rok            | 1869 | 1880 | 1890 | 1900 | 1910 | 1921 | 1930 | 1950 | 1961 | 1970 | 1980 | 1991 | 2001 | 2011 | 2021 |
| -------------- | ---- | ---- | ---- | ---- | ---- | ---- | ---- | ---- | ---- | ---- | ---- | ---- | ---- | ---- | ---- |
| Počet obyvatel | 209  | 227  | 245  | 273  | 265  | 273  | 269  | 222  | 222  | 212  | 207  | 192  | 224  | 224  | 323  |
| Počet domů     | 29   | 29   | 32   | 36   | 40   | 42   | 53   | 62   | 59   | 55   | 56   | 73   | 88   | 107  | 120  |

## Obecní správa
Mezi lety 1869–1921 Srnín byl jako osada obce k Přísečné v okrese Český Krumlov (v letech 1869–1910 Krumlov). V letech 1931–1950 byl obcí. V letech 1961–1990 patřil znovu jako část obce k Přísečné a od 1. srpna 1990 je opět samostatnou obcí.

### Obecní symboly
Znak a vlajka byly obci uděleny rozhodnutím předsedy Poslanecké sněmovny Parlamentu České republiky dne 21. září 2005.

## Pamětihodnosti
- Kaple na návsi
- Památník obětem první světové války na návsi
- Křížek jižně od obce